# 马丢函数

MathieuCE 3D

MathieuSE 3D

马丟函数（法語：Équation de Mathieu）是1868年法國數學家以米里迂·拉·馬丢因研究数学物理所推得的特殊函數，下列马丟方程的解析解：
{\displaystyle {\frac {d^{2}y}{dx^{2}}}+[a-2q\cos(2x)]y=0.}
马丟方程有两个线性无关的解：
奇数解
MathieuCE(n, q, x)，或记为{\displaystyle w_{I}(n,q,x)},
偶数解
MathieuSE(n, q, x).或记为{\displaystyle w_{II}(n,q,x)}
称为基本解

## 周期性
马丟函数 MathieuC(a,q,z) 或 MathieuS(a,q,z) 只有一个是周期为 {\displaystyle \pi } 或{\displaystyle 2\pi }的周期解，另一个不是。

马丟函数 MathieuC(a,q,z) 和 MathieuS(a,q,z) 两者都有是周期为{\displaystyle 2n\pi }（n≥2)的周期函数。

## 正交性
- {\displaystyle \int _{0}^{2*\pi }\!ce_{m}(x,q)*ce_{n}(x,q)\,dx=0}
- {\displaystyle \int _{0}^{2*\pi }\!ce_{m}(x,q)*se_{n}(x,q)\,dx=0}
- {\displaystyle \int _{0}^{2*\pi }\!se_{m}(x,q)*se_{n}(x,q)\,dx=0}

## 特征方程
马丟方程的特征方程是
{\displaystyle cos(\pi *v)=w_{I}(a,q,\pi )}
{\displaystyle cos(\pi *v)=w_{II}(b,q,\pi )}

Mathieu Eigen value a(n,q)

Mathieu eigenvalue b(n,q)

对于给定的v，q,  上列特征方程给出无穷多个a、b解称为特征值。

### 特征值的展开
马丟函数体特征值可展开成级数：
{\displaystyle a_{0}(q)={-(1/2)*z^{2}+(7/128)*z^{4}-(29/2304)*z^{6}+(68687/18874368)*z^{8}+{\mathcal {O}}(z^{10})}}
{\displaystyle a_{1}(q)={1+z-(1/8)*z^{2}-(1/64)*z^{3}-(1/1536)*z^{4}+(11/36864)*z^{5}+(49/589824)*z^{6}+(55/9437184)*z^{7}-(83/35389440)*z^{8}-(12121/15099494400)*z^{9}+{\mathcal {O}}(z^{10})}}
{\displaystyle a_{2}(q)={4+(5/12)*z^{2}-(763/13824)*z^{4}+(1002401/79626240)*z^{6}-(1669068401/458647142400)*z^{8}+{\mathcal {O}}(z^{10})}}
{\displaystyle a_{3}(q)={9+(1/16)*z^{2}+(1/64)*z^{3}+(13/20480)*z^{4}-(5/16384)*z^{5}-(1961/23592960)*z^{6}-(609/104857600)*z^{7}+(4957199/2113929216000)*z^{8}+(872713/1087163596800)*z^{9}+{\mathcal {O}}(z^{10})}}
{\displaystyle b_{1}(q)={1-z-(1/8)*z^{2}+(1/64)*z^{3}-(1/1536)*z^{4}-(11/36864)*z^{5}+(49/589824)*z^{6}-(55/9437184)*z^{7}-(83/35389440)*z^{8}+(12121/15099494400)*z^{9}+{\mathcal {O}}(z^{10})}}
{\displaystyle b_{2}(q)={4-(1/12)*z^{2}+(5/13824)*z^{4}-(289/79626240)*z^{6}+(21391/458647142400)*z^{8}+{\mathcal {O}}(z^{10})}}
{\displaystyle b_{3}(q)={9+(1/16)*z^{2}-(1/64)*z^{3}+(13/20480)*z^{4}+(5/16384)*z^{5}-(1961/23592960)*z^{6}+(609/104857600)*z^{7}+(4957199/2113929216000)*z^{8}-(872713/1087163596800)*z^{9}+{\mathcal {O}}(z^{10})}}
{\displaystyle b_{4}(q)={16+(1/30)*z^{2}-(317/864000)*z^{4}+(10049/2721600000)*z^{6}-(93824197/2006581248000000)*z^{8}+{\mathcal {O}}(z^{10})}}
{\displaystyle b_{5}(q)={25+(1/48)*z^{2}+(11/774144)*z^{4}-(1/147456)*z^{5}+(37/891813888)*z^{6}+(7/339738624)*z^{7}+(63439/201364441399296)*z^{8}+(1/2130840649728)*z^{9}+{\mathcal {O}}(z^{10})}}

## 级数展开
马丟函数ce,se的级数展开
{\displaystyle ce_{0}(z,q)={1-(1/2)*cos(2*z)*q+(-1/16+(1/32)*cos(4*z))*q^{2}+((11/128)*cos(2*z)-(1/1152)*cos(6*z))*q^{3}+O(q^{4})}}
{\displaystyle ce_{1}(z,q)={cos(z)-(1/8)*cos(3*z)*q+(-(1/128)*cos(z)-(1/64)*cos(3*z)+(1/192)*cos(5*z))*q^{2}+(-(1/512)*cos(z)+(1/3072)*cos(3*z)+(1/1152)*cos(5*z)-(1/9216)*cos(7*z))*q^{3}+O(q^{4})}}
{\displaystyle ce_{2}(z,q)={cos(2*z)+(1/4-(1/12)*cos(4*z))*q+(-(19/288)*cos(2*z)+(1/384)*cos(6*z))*q^{2}+(-49/1152+(11/4608)*cos(4*z)-(1/23040)*cos(8*z))*q^{3}+O(q^{4})}}
{\displaystyle ce_{3}(z,q)={cos(3*z)+((1/8)*cos(z)-(1/16)*cos(5*z))*q+(-(5/512)*cos(3*z)+(1/64)*cos(z)+(1/640)*cos(7*z))*q^{2}+(-(1/512)*cos(3*z)-(1/4096)*cos(z)+(11/40960)*cos(5*z)-(1/46080)*cos(9*z))*q^{3}+O(q^{4})}}
{\displaystyle ce_{4}(z,q)={cos(4*z)+((1/12)*cos(2*z)-(1/20)*cos(6*z))*q+(-(17/3600)*cos(4*z)+1/192+(1/960)*cos(8*z))*q^{2}+((7/28800)*cos(2*z)+(29/288000)*cos(6*z)-(1/80640)*cos(10*z))*q^{3}+O(q^{4})}}
{\displaystyle se_{1}(z,q)={sin(z)-(1/8)*sin(3*z)*q+(-(1/128)*sin(z)+(1/64)*sin(3*z)+(1/192)*sin(5*z))*q^{2}+((1/512)*sin(z)+(1/3072)*sin(3*z)-(1/1152)*sin(5*z)-(1/9216)*sin(7*z))*q^{3}+O(q^{4})}}
{\displaystyle se_{2}(z,q)={sin(2*z)-(1/12)*sin(4*z)*q+(-(1/288)*sin(2*z)+(1/384)*sin(6*z))*q^{2}+((1/1536)*sin(4*z)-(1/23040)*sin(8*z))*q^{3}+O(q^{4})}}
{\displaystyle se_{3}(z,q)={sin(3*z)+((1/8)*sin(z)-(1/16)*sin(5*z))*q+(-(5/512)*sin(3*z)-(1/64)*sin(z)+(1/640)*sin(7*z))*q^{2}+((1/512)*sin(3*z)-(1/4096)*sin(z)+(11/40960)*sin(5*z)-(1/46080)*sin(9*z))*q^{3}+O(q^{4})}}
{\displaystyle se_{4}(z,q)={sin(4*z)+((1/12)*sin(2*z)-(1/20)*sin(6*z))*q+(-(17/3600)*sin(4*z)+(1/960)*sin(8*z))*q^{2}+(-(1/1600)*sin(2*z)+(29/288000)*sin(6*z)-(1/80640)*sin(10*z))*q^{3}+O(q^{4})}}
{\displaystyle se_{5}(z,q)={sin(5*z)+((1/16)*sin(3*z)-(1/24)*sin(7*z))*q+(-(13/4608)*sin(5*z)+(1/384)*sin(z)+(1/1344)*sin(9*z))*q^{2}+(-(7/73728)*sin(3*z)+(13/258048)*sin(7*z)-(1/9216)*sin(z)-(1/129024)*sin(11*z))*q^{3}+O(q^{4})}}

## 傅立叶展开式
马丟函数的傅立叶展开：
- {\displaystyle MathieuCE(2n,q,x)=\sum _{m=0}^{\infty }A_{2m}^{2n}(q)cos(2mx)}
- {\displaystyle MathieuCE(2n+1,q,x)=\sum _{m=0}^{\infty }A_{2m+1}^{2n+1}(q)cos[(2m+1)x]}
- {\displaystyle MathieuSE(2n+1,q,x)=\sum _{m=0}^{\infty }B_{2m+1}^{2n+1}(q)sin[(2m+1)x]}
- {\displaystyle MathieuSE(2n+2,q,x)=\sum _{m=0}^{\infty }B_{2m+2}^{2n+2}(q)sin[(2m+2)x]}

其中系数A,B满足下列递归关系：

{\displaystyle aA_{0}=qA_{2}}
{\displaystyle (a-4)A_{2}=q(2A_{0}+A_{4})}
{\displaystyle (a-4m^{2})A_{2m}=q(A_{2m-2}+A_{2m+2})}
{\displaystyle (a-1+q)B_{1}=qB_{3}}
{\displaystyle (a-(2m+1)^{2})B_{2m+1}=q(B_{2m-1}+B_{2m+1})}

## 关系式
马丟方程的基本解{\displaystyle W_{I}W_{II}}满足下列关系：:
{\displaystyle {\begin{vmatrix}w_{I}(n,q,0)&w_{II}(n,q,0)\\w_{i}^{'}(n,q,0)&w_{II}^{'}(n,q,0)\end{vmatrix}}}= {\displaystyle {\begin{vmatrix}1&0\\0&1\end{vmatrix}}}
郎斯基行列式：
{\displaystyle W[w_{I},w_{II}]=1}
{\displaystyle w_{I}(a,q,z+\pi )=w_{I}(a,q,\pi )*w_{I}(a,q,z)+w_{I}^{'}(a,q,\pi )*w_{II}(a,q,z)}
{\displaystyle w_{I}(a,q,z-\pi )=w_{I}(a,q,\pi )*w_{I}(a,q,z)-w_{I}^{'}(a,q,\pi )*w_{II}(a,q,z)}
{\displaystyle w_{II}(a,q,z+\pi )=w_{II}(a,q,\pi )*w_{II}(a,q,z)+w_{II}^{'}(a,q,\pi )*w_{II}(a,q,z)}
{\displaystyle w_{II}(a,q,z-\pi )=w_{II}(a,q,\pi )*w_{II}(a,q,z)-w_{I}^{'}(a,q,\pi )*w_{II}(a,q,z)}
{\displaystyle w_{I}(-z)=w_{I}(z)}
{\displaystyle w_{II}(-z)=-w_{II}(z)}
{\displaystyle }
{\displaystyle }
{\displaystyle }
{\displaystyle }

## 特例
- {\displaystyle CE(a,0,z)=cos(az)}
- {\displaystyle SE(a,0,z)=sin(az)}
- {\displaystyle MathieuA(1,0)=1}
- {\displaystyle MathieuA(a,0)=a^{2}}
- {\displaystyle MathieuB(a,0)=a^{2}}
- {\displaystyle MathieuFloquet(a,0,z)=exp(I*sqrt(a)*z)}
- {\displaystyle }

## 夫洛开解

Mathieu Floquet

马丟函数中，如果{\displaystyle f(x)} 是一个周期为{\displaystyle \omega }的解，并满足下列条件
{\displaystyle f(x+\omega )=\sigma *f(x)},其中{\displaystyle \sigma }与x 无关，则此解称为夫洛开解。
级数展开
{\displaystyle MF(1,1,z)={.7992-.5734*I+(-.9134+.6553*I)*z+(.3996-.2867*I)*z^{2}+(-.1523+.1092*I)*z^{3}+(-.2331+.1673*I)*z^{4}+O(z^{5})}}
{\displaystyle MF(1,2,z)={.7643-.4526*I+(-1.167+.6910*I)*z+(1.146-.6789*I)*z^{2}+(-.5835+.3455*I)*z^{3}+(-.2229+.1320*I)*z^{4}+O(z^{5})}}
{\displaystyle MF(1,3,z)={.6841-.3703*I+(-1.318+.7135*I)*z+(1.710-.9258*I)*z^{2}+(-1.098+.5946*I)*z^{3}+(0.2851e-1-0.1543e-1*I)*z^{4}+O(z^{5})}}